# Knölling
Knölling ist ein Ortsteil der Gemeinde Fensterbach im Landkreis Schwandorf des Regierungsbezirks Oberpfalz im Freistaat Bayern.

## Geografie
Knölling liegt an der Staatsstraße 2151, 3,8 Kilometer südöstlich der Bundesautobahn 6, 7,4 Kilometer nordwestlich der Bundesautobahn 93 und 900 Meter südöstlich von Wolfring, dem Sitz der Gemeinde Fensterbach. 520 Meter südwestlich von Knölling fließt der Fensterbach in Richtung Südosten der Naab zu.

## Geschichte

### 8. bis 18. Jahrhundert
Knölling (auch: Knellingen, Knelling, Knellinng, Khnelling, Khnölling) gehört zu den echten Ing-Orten am Fensterbach. Das weist darauf hin, dass es während der bayerischen Landnahme Ende des 8. Jahrhunderts entstanden ist. Der Name Knölling kommt wahrscheinlich vom Namen des Anführers der Stammesgruppe Chellinger, die sich in Knölling niederließ.
Durch Knölling führte eine alte Fernstraße, eine Variante des sogenannten Zigeunerweges oder auch Steinhöppel. Sie führte von Hiltersdorf durch die Ortschaften Högling, Jeding, Wolfring, Knölling, Dürnsricht, Kögl nach Schwarzenfeld.
Im Salbuch von 1473 wurde Knölling mit einer Steuer von 7 Schilling, 7 Pfennig, 1 Heller aufgeführt.
Knölling gehörte zur Hofmark Wolfring. 1605 kaufte Valentin Fuchs von Dornheim Wolfring. Er erwarb auch den Zehnt über das Dorf Knölling.
Im Salbuch von 1513 war Knölling mit einem jährlichen Jägergeld von 5 Höfen, 1 Halbhof, 3 Gütlein, 1 Gut verzeichnet. Im Amtsverzeichnis von 1596 erschien Knölling mit 3 ganzen Höfen und einem Söldengütlein. Im Türkensteueranlagsbuch von 1606 waren für Knölling 3 Höfe, 1 Haus, 5 Pferde, 1 Fohlen, 4 Ochsen, 9 Kühe, 8 Rinder, 2 Stiere, 6 Frischlinge, 22 Schafe und eine Steuer von 11 Gulden und 56½ Kreuzer eingetragen.
Während des Dreißigjährigen Krieges erlebte die Region einen Bevölkerungsrückgang. 1500 hatte Knölling 5 Untertanen, 1523 und 1583 jeweils 3 Untertanen, 1631 waren es 4, 1658 waren es 2 und 1712 hatte Knölling 4 Untertanen. Die Kriegsaufwendungen von Knölling betrugen 130 Gulden.
Laut Steuerbuch von 1630 gehörten in Knölling zur Hofmark Wolfring 3 Höfe, 4 Güter, 2 Inwohner, 6 Ochsen, 6 Kühe, 11 Rinder,  4 Frischlinge, und eine Steuer von 22 Gulden, 25 Kreuzer.
Im Herdstättenbuch von 1721 erschien Knölling mit 4 Anwesen, 6 Häusern und 6 Feuerstätten; zusätzlich zu Wolfring 5 Anwesen, 6 Häuser und 6 Feuerstätten. Im Herdstättenbuch von 1762 erschien Knölling mit 5 Herdstätten, kein Inwohner und 2 Herdstätten im Hirten- und im Gemeindehaus, 2 Inwohner; zusätzlich zu Wolfring 6 Herdstätten, 4 Inwohner. 1792 hatte Knölling 5 hausgesessene Amtsuntertanen.

### 19. und 20. Jahrhundert
1808 gab es in Knölling 5 Anwesen, ein Hirtenhaus und einen Schneider; zusätzlich zu Wolfring 6 Anwesen.
Knölling gehörte zum Gerichtssitz Wolfring. Dieser Gerichtssitz hatte 1819 53 Gerichtshintersassen. 1824 bestand er aus Wolfring, Wolfringmühle, Dürnsricht, Jeding, Knölling, Passelsdorf und Pittersberg. In Wolfring und Wolfringmühle lag auch die Ausübung der Polizeigewalt beim Gerichtssitz Wolfring, in den Dörfern Dürnsricht, Jeding, Knölling, Passelsdorf lag sie beim Landgericht Nabburg, in Pittersberg beim Landgericht Amberg.
1808 verfügte das Generalkommissariat Amberg, dass das Patrimonialgericht Wolfring zu Unrecht bestand und eingezogen werden müsse. Trotzdem wurde es nicht aufgelöst. Es gab eine stillschweigende Übereinkunft, dieses Patrimonialgericht bis zum Tod seines Besitzers Carl Theodor von Schönstätt bestehen zu lassen. Baron von Schönstätt wurde 1817 sogar die Bildung eines Ortsgerichtes in Wolfring gestattet. Als er jedoch 1819 die Bildung eines Patrimonialgerichtes II. Klasse beantragte, wurde dieser Antrag 1827 abgelehnt, weil Freiherr von Schönstätt nicht als Landsasse anerkannt werden könne. Wenige Tage später wurde die gutsherrliche Gerichtsbarkeit vom Staatsministerium des Innern eingezogen. Ein langjähriger Prozess Carl Theodors von Schönstätt und seines Sohnes gegen diesen Beschluss hatte keinen Erfolg.
1808 begann in Folge des Organischen Ediktes des Innenministers Maximilian von Montgelas in Bayern die Bildung von Gemeinden. Dabei wurde das Landgericht Nabburg zunächst in landgerichtische Obmannschaften geteilt. Dabei kam Knölling zur Obmannschaft Dürnsricht. Zur Obmannschaft Dürnsricht gehörten: Dürnsricht, Wolfring, Knölling, Wolfringmühle, Dürnsrichtmühle, Wolfringer Klause.
Dann wurden 1811 in Bayern Steuerdistrikte gebildet. Dabei kam Knölling zum Steuerdistrikt Dürnsricht. Der Steuerdistrikt Dürnsricht bestand aus den Dörfern Dürnsricht und Knölling, den Einöden Dürnsrichtmühle und Wolfringer Klause und der Waldung Kurnat. Er hatte 40 Häuser, 331 Seelen, 200 Morgen Äcker, 70 Morgen Wiesen, 12 Morgen Holz, 2 Weiher, 13 Morgen öde Gründe und Wege, 5 Pferde, 86 Ochsen, 88 Kühe, 50 Stück Jungvieh, 60 Schafe und 50 Schweine.
Schließlich wurde 1818 mit dem Zweiten Gemeindeedikt die übertriebene Zentralisierung weitgehend rückgängig gemacht und es wurden relativ selbständige Landgemeinden mit eigenem Vermögen gebildet, über das sie frei verfügen konnten. Hierbei kam Knölling zur Ruralgemeinde Dürnsricht. Die Gemeinde Dürnsricht bestand aus den Ortschaften Dürnsricht mit 48 Familien, Knölling mit 22 Familien und Dürnsrichtmühle mit 3 Familien.
1971 wurde aus den Gemeinden Dürnsricht und Wolfring die Gemeinde Fensterbach gebildet. Sitz der neuen Gemeinde ist Wolfring.
Knölling gehört zur Pfarrei Wolfring, die 1969 mit Dürnsricht zur Pfarrei Dürnsricht-Wolfring zusammengelegt wurde. 1997 hatte Knölling 266 Katholiken.

## Einwohnerentwicklung ab 1819
| Jahr | Einwohner   | Gebäude |
| ---- | ----------- | ------- |
| 1819 | 22 Familien | k. A.   |
| 1828 | 136         | 21      |
| 1838 | 158         | 21      |
| 1864 | 174         | 73      |
| 1875 | 154         | 106     |
| 1885 | 155         | 29      |
| 1900 | 134         | 29      |
| 1913 | 150         | 26      |

| Jahr | Einwohner | Gebäude |
| ---- | --------- | ------- |
| 1925 | 169       | 30      |
| 1950 | 251       | 34      |
| 1961 | 228       | 45      |
| 1964 | 228       | 45      |
| 1970 | 129       | k. A.   |
| 1987 | 279       | 68      |
| 2011 | 252       | k. A.   |
| 2018 | 264       | k. A.   |

## Tourismus
Durch Knölling läuft der Schweppermann–Radweg auf der ehemaligen Bahnstrecke Drahthammer–Lauterhofen.